# Neuropèptid B
El neuropèptid B (simbolitzat principalment com NPB, i altrament com a L7, PPL7 i PPNPB) és un pèptid biològicament actiu. És una hormona peptídica de cadena curta. Va rebre aquest sufix ("B") perquè el seu primer aminoàcid a l'extrem N-terminal està bromat. En humans, el seu precursor està codificat pel gen NBP.
Els efectes biològics del NPB, depenen de l'activació de dos receptors neuropèptids B/W, anomenats NPBW1 i NPBW2. Tots dos pertanyen a la superfamília de receptors acoblats a proteïnes G, codificats pels gens NPBWR1 i NPBWR2, respectivament.
Es relaciona el NPB amb una gran varietat d'activitats, processos i reaccions dins dels organismes, com la modulació de la reproducció, l'ansietat i emocions, el sistema neuroendocrí, la memòria, l'aprenentatge i la via aferent del dolor.Això ho fa mitjançant la intervenció en les vies de secreció d'hormones i en activitats endocrines.
Hi ha estudis que també relacionen l'activitat del NPB amb el control i manteniment del pes corporal, al modular processos relacionats amb la ingesta d'aliments i el metabolisme energètic de lípids i glucosa (amb la regulació de la secreció d'insulina per part de les cèl·lules beta).
S'expressa, en diferents proporcions, a tot el sistema nerviós central (SNC) amb nivells elevats a la substància negra, l'hipotàlem, l'hipocamp i la medul·la espinal. Però també en teixits perifèrics com el cor, el sistema gastrointestinal i en zones pancreàtiques. A més, s'han detectat en la placenta i el cervell fetal.

## Expressió

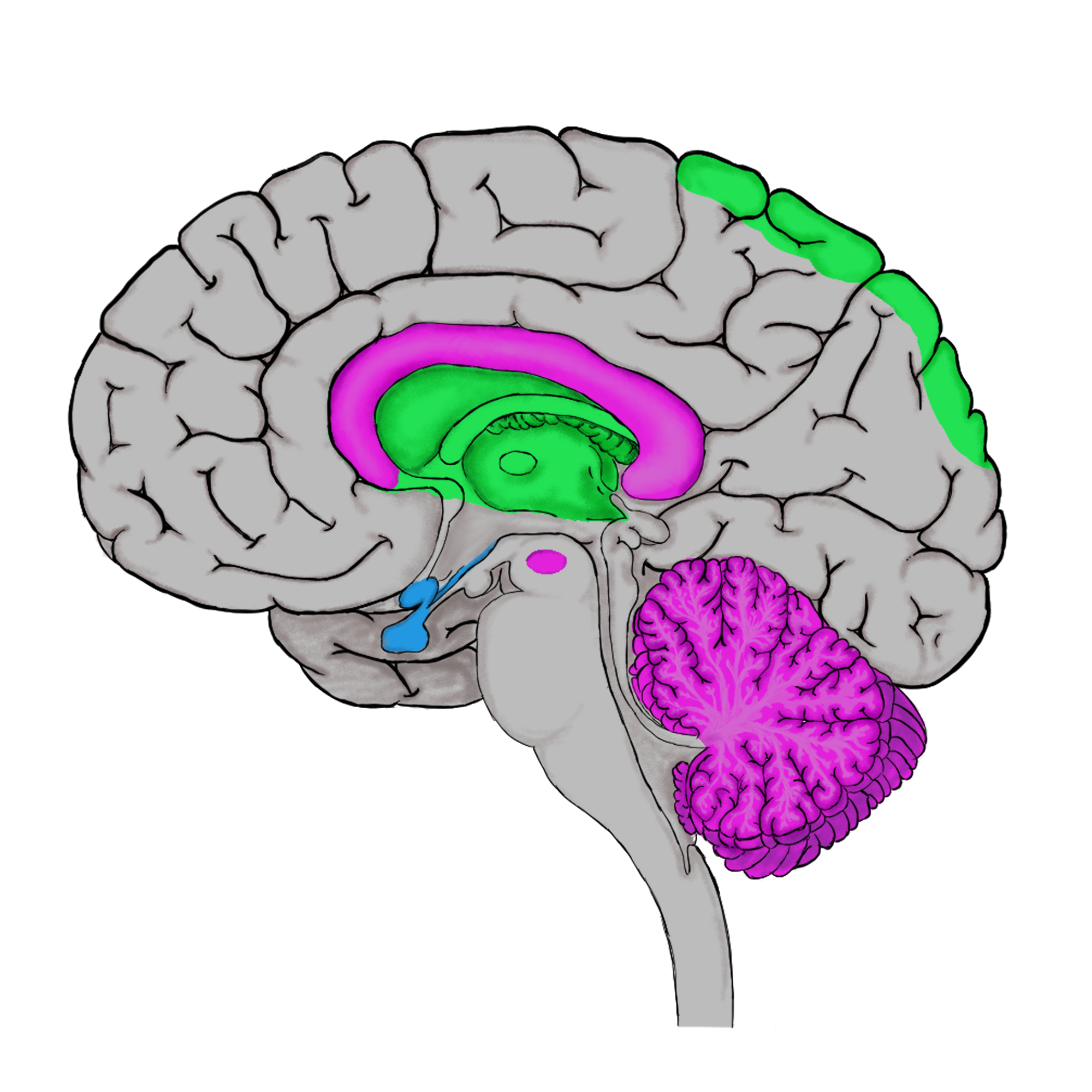
Mapa d'expressió de NPB al cervell.

Anàlisis relacionades amb la seva expressió mitjançant la reacció en cadena de la polimerasa amb transcriptasa inversa (RT-PCR, de l'anglès reverse transcription polymerase chain reaction) han demostrat que el mRNA NPBWR2 està molt expressat en l'amígdala i l'hipocamp del cervell humà, que presenta altres zones d'expressió lleu i moderada.
Els nivells d'expressió moderada es troben, principalment, a l'escorça parietal, el tàlem i el nucli caudat, mentre que els nivells d’expressió més baixos es troben al cerebel, a la substància negra i al cos callós.
En els teixits perifèrics, el mRNA NPBWR2 s'expressa moderadament en la glàndula pituïtària, glàndula suprarenal i testicles, així com en les cèl·lules corticals de la zona glomerulosa, fasciculata i reticulata de la glàndula adrenal en éssers humans.
La presència de NPB i els seus receptors en múltiples regions, indica el seu paper en funcions fisiològiques dels organismes.

## Estructura molecular

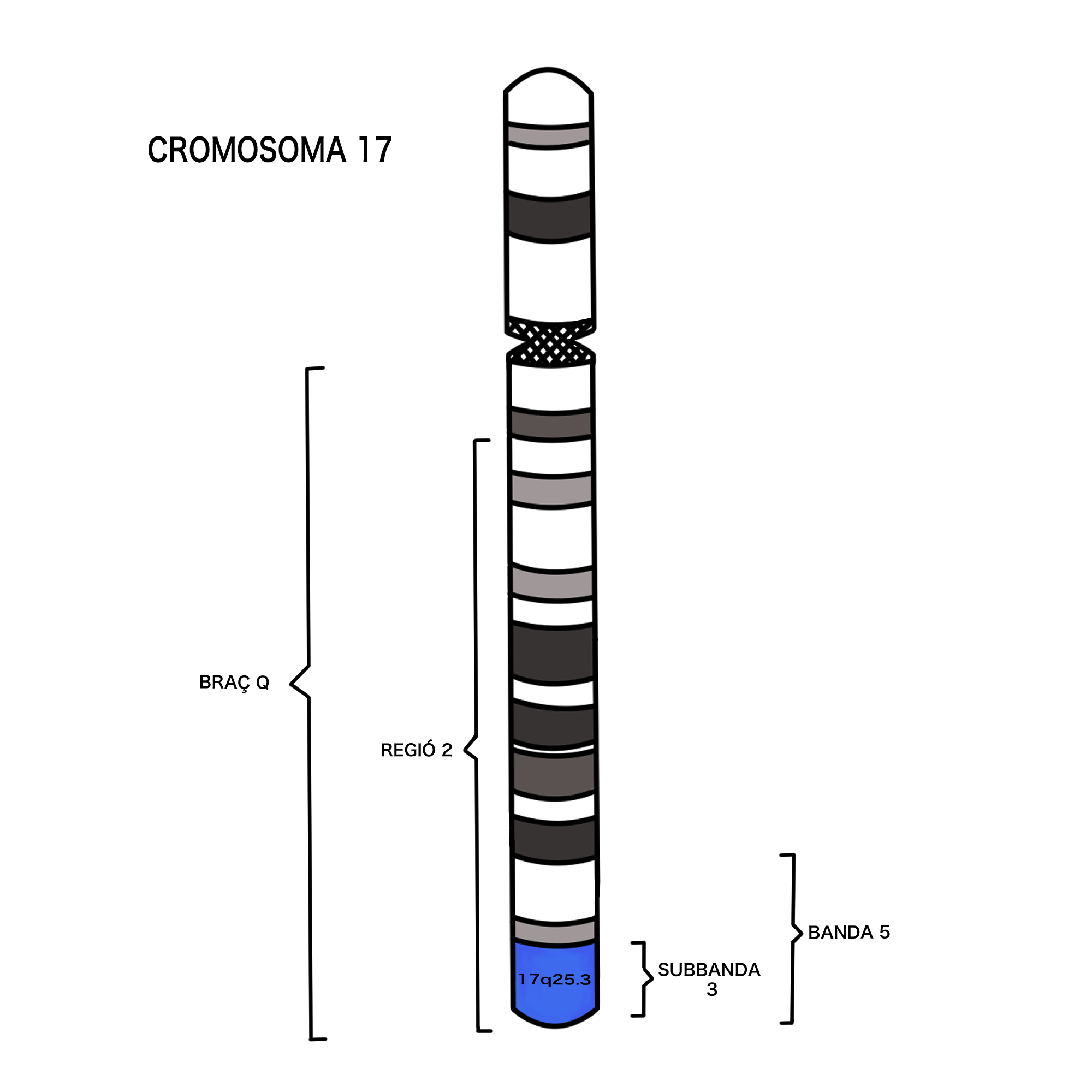
Gen NPB: localització al cromosoma 17.

El gen NPB codifica les expressions NPB23 i NPB29 els quals es diferencien per l’extrem C-terminal, més llarg en el cas de NPB29. A més, a aquest últim conté un aminoàcid triptòfan bromat en el seu extrem N-terminal.

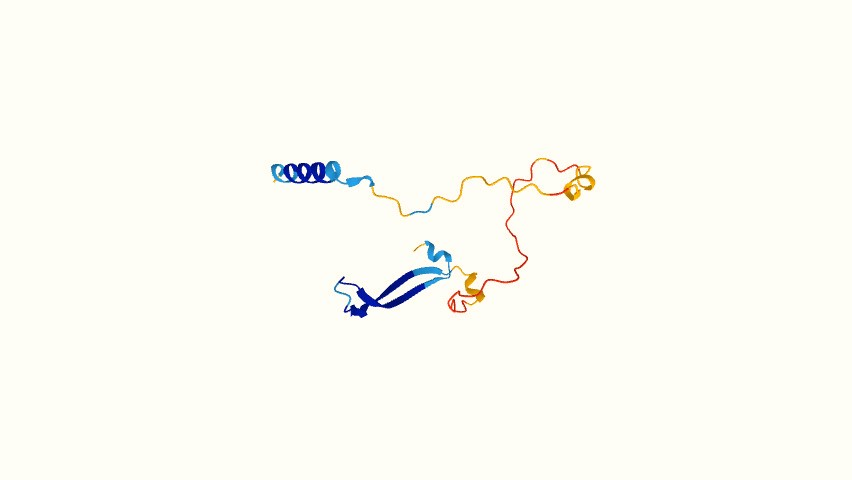
Predicció de l'estructura del Neuropèptid B

El gen NPB es troba en el cromosoma 17 del genoma humà, concretament en la regió 2 del braç q, banda 5, subbanda 3 (17q25.3) ocupant una mida de 3.006 parells de bases (pb).
La proteïna NPB un cop traduïda consta de 125 aminoàcids amb una massa total calculada de 13,097 Da.
L’estructura terciària d’aquesta proteïna és principalment de tipus hèlix d'alfa.

## Funcions
El NPB es troba present en el sistema nerviós perifèric (SNP) i en el SNC, la qual cosa indica que participa en processos de regulació. Juga un paper important en la regulació de l'apetit, el dolor, el moviment i a més en el metabolisme de glúcids i lípids.

### Regulació de l'apetit
El NPB s'ha trobat en regions cerebrals relacionades amb la regulació de l'apetit, en concret es va trobar mRNA del NPB en els nuclis dorsomedials, paraventriculars i arquejats.
Després d'una sèrie d'investigacions conduïdes pels científics Tanaka et al. en les quals s'investigaven les conseqüències de l'administració de dosis de NPB a ratolins en la seva alimentació. Van arribar a la conclusió que durant les dues primeres hores de la fase fosca, el NPB estimulava la ingesta d'aliments mentre que un cop haguessin passat aquestes dues hores, el mateix neuropèptid ocasionava la supressió de la fam.
Posteriorment, un estudi fet per Grzelak et al. es va dur a terme amb pacients diagnosticats amb anorèxia nerviosa. Els resultats d’aquest estudi porten a pensar que els pacients diagnosticats amb aquest trastorn tenien els nivells de NPB més baixos que els pacients sans.
Per tant, nombrosos estudis fets tant en animals com en humans han indicat que el NPB té un paper important en la regulació de l'apetit tot i que no és clar de quina manera ho fan. Per això demostrar el paper del NPB en la regulació de l’apetit continua sent subjecte d’investigació.

### Regulació de la locomoció
S'ha demostrat que el NPB participa en la regulació de la locomoció i de l'analgèsia.
Un estudi dut a terme per Hirashima et al. en el qual es va proporcionar una injecció intracerebroventricular a un grup de rosegadors va demostrar un augment de l’activitat motora d’aquests rosegadors en la fase de llum.
No obstant això, el paper del neuropèptid B en la regulació de la locomoció encara s’està veient investigat.

### Regulació del metabolisme
El neuropèptid B (NPB) i el neuropèptid W (NPW) són membres d'una família de neuropèptids que són lligands per a dos receptors molt similars NPBW1 i NPBW2, els quals estan acoblats a la proteïna Gi/o per a inhibir la producció intracel·lular d'adenosina monofosfat cíclic (AMPc). Aquesta inhibició, lligat al receptor NPBW1 modula el comportament alimentari, regula l'alliberament de corticosterona, de prolactina i de l'hormona del creixement.
Estudis amb ratolins mascle (inactivant el receptor NPBW1) han demostrat que el neuropèptid B i W poden causar obesitat lleu en l'edat adulta, disminució de l'activitat locomotora i fins i tot, poden arribar a desenvolupar hiperglucèmies o hiperinsulinèmies en aquests ratolins.

### Regulació de la reproducció
A l'observar (per fluorescència quantitativa) en investigacions amb porcs, l'expressió de NPB a ovaris i testicles, i la presència de NPBW1 i NPBW2 a regions com les cèl·lules granuloses de l'ovari, es va plantejar una possible relació entre el NPB i la regulació de funcions reproductives. Posteriorment, es van obtenir resultats que demostraven la directa influència de la presència del neuropèptid en la secreció d'hormones sexuals, per a diferents concentracions de NPB s'estimularen unes reaccions o altres: com la secreció de testosterona a nivell de les cèl·lules de Leydig o de progesterona a les cèl·lules granuloses de l'ovari. A més, es va observar com baixes concentracions de NPB van promoure la secreció d'estradiol, mentre que concentracions elevades l'inhibiren.
D'altra banda, estudis relacionen l'actuació del NPB amb el comportament d'aparellament i la receptivitat sexual femenina.

### Analgèsia
El neuropèptid B23 i el neuropèptid W23 (NPB23 i NPW23) s'usen comunament per a alleujar el dolor inflamatori i el dolor neuropàtic. Els sistemes NPB23 i NPW23 comparteixen una base anatòmica similar amb el sistema opioide. El receptor opioide μ i el receptor NPBW1 (receptor de NPB23 i NPW23) estan co-localitzats en la banya dorsal superficial de la medul·la espinal.
La coadministració de morfina amb NPB23 o NPW23 atenua sinèrgicament el dolor inflamatori i neuropàtic. Això ocorre per l'acció d'aquests receptors que redueixen significativament els llocs de preferència condicionada (CPP, de l'anglès conditioned place preference). Per altra banda, en ser fosforilats per la proteïna quinasa (regulada extracel·lularment per ERK1/2) aconsegueixen que es pugui donar la unió dels receptors als CPP, així potenciant l’efecte de la morfina, reduint la dosi necessària per alleugerir el dolor i, en conseqüència, també la probabilitat d’expressió dels efectes secundaris de la morfina.